# Liste der Snowboard-Weltmeister
Die Liste der Snowboard-Weltmeister verzeichnet alle Sieger bei dem Ereignis, das zwischen 1993 und 1999 von der ISF und teilweise parallel dazu seit 1996 von der FIS ausgetragen wurde. Seit 2012 richtet zudem der ISF-Nachfolgeverband WSF zusammen mit der TTR World Snowboard Tour eigene Weltmeisterschaften aus. Wegen der unterschiedlichen Veranstalter wurde eine ausführliche Liste mit allen Medaillengewinnern in zwei Listen aufgeteilt: Die Liste der Snowboard-Weltmeister (ISF) verzeichnet die ersten Drei bei den vier ISF-Weltmeisterschaften, die Liste der Snowboard-Weltmeister (FIS) die Medaillengewinner bei den sieben FIS-Weltmeisterschaften. In dieser Liste wird ein Kurzüberblick über die Sieger in allen Disziplinen gegeben, zudem werden die erfolgreichsten Athleten in der Addition beider Weltmeisterschaften aufgeführt.

## ISF-Weltmeisterschaften

### Männer
| WM   | Slalom            | Riesenslalom        | Parallel-Slalom     | Kombination        | Halfpipe       | Cross        |
| ---- | ----------------- | ------------------- | ------------------- | ------------------ | -------------- | ------------ |
| 1993 | Alexis Parmentier | Cla Mosca           | n. a.               | Kevin Delany       | Terje Håkonsen | n. a.        |
| 1995 | n. a.             | Martin Freinademetz | Martin Freinademetz | Bertrand Denervaud | Terje Håkonsen | n. a.        |
| 1997 | n. a.             | Fadri Mosca         | Karl-Heinz Zangerl  | Romain Retsin      | Terje Håkonsen | n. a.        |
| 1999 | n. a.             | Jasey Jay Anderson  | Karl-Heinz Zangerl  | n. a.              | Daniel Franck  | Shaun Palmer |

### Frauen
| WM   | Slalom         | Riesenslalom      | Parallel-Slalom   | Kombination     | Halfpipe         | Cross         |
| ---- | -------------- | ----------------- | ----------------- | --------------- | ---------------- | ------------- |
| 1993 | Ashild Lofthus | Ashild Lofthus    | n. a.             | Michele Taggart | Martina Tschamer | n. a.         |
| 1995 | n. a.          | Michele Taggart   | Christine Rauter  | Sandra Farmand  | Anita Schwaller  | n. a.         |
| 1997 | n. a.          | Charlotte Bernard | Sandra Farmand    | Sandra Farmand  | Satu Jarvela     | n. a.         |
| 1999 | n. a.          | Katharina Himmler | Katharina Himmler | n. a.           | Nicole Angelrath | Maëlle Ricker |

- Medaillengewinner siehe Liste der Snowboard-Weltmeister (ISF)

## FIS-Weltmeisterschaften

### Männer
| WM   | Slalom            | Riesenslalom       | Parallel-Slalom    | Parallel-Riesenslalom | Halfpipe            | Cross               | Big Air         | Slopestyle       |
| ---- | ----------------- | ------------------ | ------------------ | --------------------- | ------------------- | ------------------- | --------------- | ---------------- |
| 1996 | n. a.             | Jeff Greenwood     | Ivo Rudiferia      | n. a.                 | Ross Powers         | n. a.               | n. a.           | n. a.            |
| 1997 | Bernd Kroschewski | Thomas Prugger     | Mike Jacoby        | n. a.                 | Fabien Rohrer       | Helmut Pramstaller  | n. a.           | n. a.            |
| 1999 | n. a.             | Markus Ebner       | Nicolas Huet       | Richard Rikardsson    | Ricky Bower         | Henrik Jansson      | n. a.           | n. a.            |
| 2001 | n. a.             | Jasey Jay Anderson | Gilles Jaquet      | Nicolas Huet          | Kim Christiansen    | Guillaume Nantermod | n. a.           | n. a.            |
| 2003 | n. a.             | n. a.              | Siegfried Grabner  | Dejan Košir           | Markus Keller       | Xavier De Le Rue    | Risto Mattila   | n. a.            |
| 2005 | n. a.             | n. a.              | Jasey Jay Anderson | Jasey Jay Anderson    | Antti Autti         | Seth Wescott        | Antti Autti     | n. a.            |
| 2007 | n. a.             | n. a.              | Simon Schoch       | Rok Flander           | Mathieu Crepel      | Xavier De Le Rue    | Mathieu Crepel  | n. a.            |
| 2009 | n. a.             | n. a.              | Benjamin Karl      | Jasey-Jay Anderson    | Ryō Aono            | Markus Schairer     | Markku Koski    | n. a.            |
| 2011 | n. a.             | n. a.              | Benjamin Karl      | Benjamin Karl         | Nathan Johnstone    | Alex Pullin         | Petja Piiroinen | Seppe Smits      |
| 2013 | n. a.             | n. a.              | Rok Marguč         | Benjamin Karl         | Iouri Podladtchikov | Alex Pullin         | Roope Tonteri   | Roope Tonteri    |
| 2015 | n. a.             | n. a.              | Roland Fischnaller | Andrei Sobolew        | Scott James         | Luca Matteotti      | Roope Tonteri   | Ryan Stassel     |
| 2017 | n. a.             | n. a.              | Andreas Prommegger | Andreas Prommegger    | Scott James         | Pierre Vaultier     | Ståle Sandbech  | Seppe Smits      |
| 2019 | n. a.             | n. a.              | Dmitri Loginow     | Dmitri Loginow        | Scott James         | Mick Dierdorff      | n. a.           | Chris Corning    |
| 2021 | n. a.             | n. a.              | Benjamin Karl      | Dmitri Loginow        | Yūto Totsuka        | Lucas Eguibar       | Mark McMorris   | Marcus Kleveland |

### Frauen
| WM   | Slalom       | Riesenslalom      | Parallel-Slalom             | Parallel-Riesenslalom   | Halfpipe              | Cross              | Big Air       | Slopestyle           |
| ---- | ------------ | ----------------- | --------------------------- | ----------------------- | --------------------- | ------------------ | ------------- | -------------------- |
| 1996 | n. a.        | Karine Ruby       | Marion Posch                | n. a.                   | Carolien van Kilsdonk | n. a.              | n. a.         | n. a.                |
| 1997 | Heidi Renoth | Sondra van Ert    | Dagmar Mair unter der Eggen | n. a.                   | Anita Schwaller       | Karine Ruby        | n. a.         | n. a.                |
| 1999 | n. a.        | Margherita Parini | Marion Posch                | Isabelle Blanc          | Kim Stacey            | Julie Pomagalski   | n. a.         | n. a.                |
| 2001 | n. a.        | Karine Ruby       | Karine Ruby                 | Ursula Bruhin           | Doriane Vidal         | Karine Ruby        | n. a.         | n. a.                |
| 2003 | n. a.        | n. a.             | Isabelle Blanc              | Ursula Bruhin           | Doriane Vidal         | Karine Ruby        | n. a.         | n. a.                |
| 2005 | n. a.        | n. a.             | Daniela Meuli               | Manuela Riegler         | Doriane Vidal         | Lindsey Jacobellis | n. a.         | n. a.                |
| 2007 | n. a.        | n. a.             | Heidi Neururer              | Jekaterina Tudegeschewa | Manuela Pesko         | Lindsey Jacobellis | n. a.         | n. a.                |
| 2009 | n. a.        | n. a.             | Fränzi Mägert-Kohli         | Marion Kreiner          | Liu Jiayu             | Helene Olafsen     | n. a.         | n. a.                |
| 2011 | n. a.        | n. a.             | Hilde Katrine Engeli        | Aljona Sawarsina        | Holly Crawford        | Lindsey Jacobellis | n. a.         | Enni Rukajärvi       |
| 2013 | n. a.        | n. a.             | Jekaterina Tudegeschewa     | Isabella Laböck         | Arielle Gold          | Maëlle Ricker      | n. a.         | Spencer O’Brien      |
| 2015 | n. a.        | n. a.             | Ester Ledecká               | Claudia Riegler         | Cai Xuetong           | Lindsey Jacobellis | Elena Könz    | Miyabi Onitsuka      |
| 2017 | n. a.        | n. a.             | Daniela Ulbing              | Ester Ledecká           | Cai Xuetong           | Lindsey Jacobellis | Anna Gasser   | Laurie Blouin        |
| 2019 | n. a.        | n. a.             | Julie Zogg                  | Selina Jörg             | Chloe Kim             | Eva Samková        | n. a.         | Zoi Sadowski-Synnott |
| 2021 | n. a.        | n. a.             | Sofija Nadyrschina          | Selina Jörg             | Chloe Kim             | Charlotte Bankes   | Laurie Blouin | Zoi Sadowski-Synnott |

- Medaillengewinner siehe Liste der Snowboard-Weltmeister (FIS)

## WSF/TTR-Weltmeisterschaften

### Männer
| WM   | Slopestyle     | Halfpipe            | Quarterpipe     | Big Air         |
| ---- | -------------- | ------------------- | --------------- | --------------- |
| 2012 | Chas Guldemond | Iouri Podladtchikov | Olivier Gittler | n. a.           |
| 2016 | Brandon Davis  | n. a.               | n. a.           | Peetu Piiroinen |

### Frauen
| WM   | Slopestyle      | Halfpipe    | Big Air        |
| ---- | --------------- | ----------- | -------------- |
| 2012 | Spencer O’Brien | Kelly Clark | n. a.          |
| 2016 | Jamie Anderson  | n. a.       | Jamie Anderson |

## Erfolgreichste Athleten gesamt
- Platz: Gibt die Reihenfolge der Athleten wieder. Diese wird durch die Anzahl der Goldmedaillen bestimmt. Bei gleicher Anzahl werden die Silbermedaillen verglichen und anschließend die errungenen Bronzemedaillen.
- Name: Nennt den Namen des Athleten.
- Land: Nennt das Land, für das der Athlet startete beziehungsweise bei Staffeln die Nation.
- Von: Das Jahr, in dem der Athlet/die Staffel die erste Medaille gewonnen hat.
- Bis: Das Jahr, in dem der Athlet/die Staffel die letzte Medaille gewonnen hat.
- Gold: Nennt die Anzahl der gewonnenen Goldmedaillen.
- Silber: Nennt die Anzahl der gewonnenen Silbermedaillen.
- Bronze: Nennt die Anzahl der gewonnenen Bronzemedaillen.
- Gesamt: Nennt die Anzahl aller gewonnenen Medaillen.
- Es werden alle Goldmedaillengewinner im bei der Gesamtstatistik aufgelistet. In den einzelnen Disziplinen werden nur die drei besten Athleten aufgezählt.

### Top 10 gesamt
| Platz | Name                | Land        | Von  | Bis  | Gold | Silber | Bronze | Gesamt |
| ----- | ------------------- | ----------- | ---- | ---- | ---- | ------ | ------ | ------ |
| 1.    | Karine Ruby         | Frankreich  | 1996 | 2005 | 6    | 4      | –      | 10     |
| 2.    | Jasey-Jay Anderson  | Kanada      | 1999 | 2009 | 5    | –      | –      | 5      |
| 3.    | Doriane Vidal       | Frankreich  | 1999 | 2005 | 3    | 1      | –      | 4      |
| 4.    | Sandra Farmand      | Deutschland | 1995 | 1999 | 3    | –      | 1      | 4      |
| 4.    | Terje Håkonsen      | Norwegen    | 1993 | 1997 | 3    | –      | –      | 3      |
| 4.    | Lindsey Jacobellis  | USA         | 2005 | 2011 | 3    | –      | –      | 3      |
| 4.    | Benjamin Karl       | Österreich  | 2009 | 2013 | 4    | –      | –      | 4      |
| 8.    | Isabelle Blanc      | Frankreich  | 1999 | 2003 | 2    | 3      | 1      | 6      |
| 9.    | Nicolas Huet        | Frankreich  | 1999 | 2005 | 2    | 1      | 2      | 5      |
| 10.   | Michele Taggart     | USA         | 1993 | 1999 | 2    | 1      | 1      | 4      |
| 10.   | Martin Freinademetz | Österreich  | 1993 | 1995 | 2    | 1      | 1      | 4      |
| 10.   | Ursula Bruhin       | Schweiz     | 1999 | 2003 | 2    | 1      | 1      | 4      |
| 10.   | Antti Autti         | Finnland    | 2003 | 2007 | 2    | 1      | 1      | 4      |

### Männer
| Platz | Name                                                                | Land        | Von  | Bis  | Gold | Silber | Bronze | Gesamt |
| ----- | ------------------------------------------------------------------- | ----------- | ---- | ---- | ---- | ------ | ------ | ------ |
| 1.    | Jasey-Jay Anderson                                                  | Kanada      | 1999 | 2009 | 5    | –      | –      | 5      |
| 2.    | Terje Håkonsen                                                      | Norwegen    | 1993 | 1997 | 3    | –      | –      | 3      |
| 2.    | Benjamin Karl                                                       | Österreich  | 2009 | 2011 | 3    | –      | –      | 3      |
| 4.    | Nicolas Huet                                                        | Frankreich  | 1999 | 2005 | 2    | 1      | 2      | 5      |
| 5.    | Antti Autti                                                         | Finnland    | 2003 | 2007 | 2    | 1      | 1      | 4      |
| 5.    | Martin Freinademetz                                                 | Österreich  | 1993 | 1995 | 2    | 1      | 1      | 4      |
| 5.    | Xavier De Le Rue                                                    | Frankreich  | 1999 | 2009 | 2    | 1      | 1      | 4      |
| 8.    | Mathieu Crepel                                                      | Frankreich  | 2007 | 2009 | 2    | –      | 1      | 3      |
| 9.    | Karl-Heinz Zangerl                                                  | Österreich  | 1997 | 1999 | 2    | –      | –      | 2      |
| 10.   | Mike Jacoby                                                         | USA         | 1996 | 1997 | 1    | 2      | –      | 3      |
| 10.   | Seth Wescott                                                        | USA         | 2003 | 2009 | 1    | 3      | –      | 4      |
| 12.   | Siegfried Grabner                                                   | Österreich  | 1999 | 2005 | 1    | 1      | 1      | 3      |
| 12.   | Simon Schoch                                                        | Schweiz     | 2003 | 2007 | 1    | 1      | 1      | 3      |
| 12.   | Seppe Smits                                                         | Belgien     | 2009 | 2011 | 1    | 1      | 1      | 3      |
| 15.   | Daniel Franck                                                       | Norwegen    | 1999 | 2001 | 1    | 1      | –      | 2      |
| 15.   | Dejan Košir                                                         | Slowenien   | 2001 | 2003 | 1    | 1      | –      | 2      |
| 18.   | data-sort-value="Christiansen, Kim @Snowboarder"\| Kim Christiansen | Norwegen    | 2001 | 2005 | 1    | –      | 1      | 2      |
| 18.   | Rok Flander                                                         | Slowenien   | 2007 | 2007 | 1    | –      | 1      | 2      |
| 18.   | Bernd Kroschewski                                                   | Deutschland | 1997 | 1997 | 1    | –      | 1      | 2      |
| 18.   | Fadri Mosca                                                         | Schweiz     | 1997 | 1997 | 1    | –      | 1      | 2      |
| 18.   | Alexis Parmentier                                                   | Frankreich  | 1993 | 1995 | 1    | –      | 1      | 2      |
| 18.   | Helmut Pramstaller                                                  | Österreich  | 1996 | 1997 | 1    | –      | 2      | 3      |
| 18.   | Romain Retsin                                                       | Frankreich  | 1993 | 1997 | 1    | –      | 1      | 2      |
| 18.   | Fabien Rohrer                                                       | Schweiz     | 1997 | 1997 | 1    | –      | 1      | 2      |
| 26.   | Ryō Aono                                                            | Japan       | 2009 | 2009 | 1    | –      | –      | 1      |
| 26.   | Ricky Bower                                                         | USA         | 1999 | 1999 | 1    | –      | –      | 1      |
| 26.   | Kevin Delany                                                        | USA         | 1993 | 1993 | 1    | –      | –      | 1      |
| 26.   | Bertrand Denervaud                                                  | Schweiz     | 1995 | 1995 | 1    | –      | –      | 1      |
| 26.   | Jeff Greenwood                                                      | USA         | 1996 | 1996 | 1    | –      | –      | 1      |
| 26.   | Gilles Jaquet                                                       | Schweiz     | 2001 | 2001 | 1    | –      | –      | 1      |
| 26.   | Henrik Jansson                                                      | Schweden    | 1999 | 1999 | 1    | –      | –      | 1      |
| 26.   | Nathan Johnstone                                                    | Australien  | 2011 | 2011 | 1    | –      | –      | 1      |
| 26.   | Markku Koski                                                        | Finnland    | 2009 | 2009 | 1    | –      | –      | 1      |
| 26.   | data-sort-value="Keller, Markus @Snowboarder"\| Markus Keller       | Schweiz     | 2003 | 2003 | 1    | –      | –      | 1      |
| 26.   | Risto Mattila                                                       | Finnland    | 2003 | 2003 | 1    | –      | –      | 1      |
| 26.   | Cla Mosca                                                           | Schweiz     | 1993 | 1993 | 1    | –      | –      | 1      |
| 26.   | Guillaume Nantermod                                                 | Schweiz     | 2001 | 2001 | 1    | –      | –      | 1      |
| 26.   | Shaun Palmer                                                        | USA         | 1999 | 1999 | 1    | –      | –      | 1      |
| 26.   | Petja Piiroinen                                                     | Finnland    | 2011 | 2011 | 1    | –      | –      | 1      |
| 26.   | Ross Powers                                                         | USA         | 1996 | 1996 | 1    | –      | –      | 1      |
| 26.   | Thomas Prugger                                                      | Italien     | 1997 | 1997 | 1    | –      | –      | 1      |
| 26.   | Alex Pullin                                                         | Österreich  | 2009 | 2009 | 1    | –      | –      | 1      |
| 26.   | Richard Rikardsson                                                  | Schweden    | 1999 | 1999 | 1    | –      | –      | 1      |
| 26.   | Ivo Rudiferia                                                       | Italien     | 1996 | 1996 | 1    | –      | –      | 1      |
| 26.   | Markus Schairer                                                     | Österreich  | 2009 | 2009 | 1    | –      | –      | 1      |

### Frauen
| Platz | Name                        | Land        | Von  | Bis  | Gold | Silber | Bronze | Gesamt |
| ----- | --------------------------- | ----------- | ---- | ---- | ---- | ------ | ------ | ------ |
| 1.    | Karine Ruby                 | Frankreich  | 1996 | 2005 | 6    | 4      | –      | 10     |
| 2.    | Doriane Vidal               | Frankreich  | 1999 | 2005 | 3    | 1      | –      | 4      |
| 3.    | Sandra Farmand              | Deutschland | 1995 | 1999 | 3    | –      | 1      | 4      |
| 4.    | Lindsey Jacobellis          | USA         | 2005 | 2011 | 3    | –      | –      | 3      |
| 5.    | Isabelle Blanc              | Frankreich  | 1999 | 2003 | 2    | 3      | 1      | 6      |
| 6.    | Ursula Bruhin               | Schweiz     | 1999 | 2003 | 2    | 1      | 1      | 4      |
| 6.    | Michele Taggart             | USA         | 1993 | 1999 | 2    | 1      | 1      | 4      |
| 8.    | Katharina Himmler           | Deutschland | 1999 | 1999 | 2    | –      | –      | 2      |
| 8.    | Ashild Lofthus              | Norwegen    | 1993 | 1993 | 2    | –      | –      | 2      |
| 8.    | Marion Posch                | Italien     | 1996 | 1999 | 2    | –      | –      | 2      |
| 8.    | Anita Schwaller             | Schweiz     | 1995 | 1997 | 2    | –      | –      | 2      |
| 12.   | Manuela Riegler             | Österreich  | 1996 | 2005 | 1    | 2      | 1      | 4      |
| 13.   | Dagmar Mair unter der Eggen | Italien     | 1997 | 2001 | 1    | 1      | 1      | 3      |
| 14.   | Marion Kreiner              | Österreich  | 2007 | 2009 | 1    | 1      | –      | 2      |
| 14.   | Heidi Neururer              | Österreich  | 2005 | 2007 | 1    | 1      | –      | 2      |
| 14.   | Manuela Pesko               | Schweiz     | 2005 | 2007 | 1    | 1      | –      | 2      |
| 14.   | Julie Pomagalski            | Frankreich  | 1999 | 2003 | 1    | 1      | –      | 2      |
| 18.   | Sondra van Ert              | USA         | 1996 | 1999 | 1    | –      | 3      | 4      |
| 19.   | Holly Crawford              | Australien  | 2009 | 2011 | 1    | –      | 1      | 2      |
| 19.   | Liu Jiayu                   | China       | 2009 | 2011 | 1    | –      | 1      | 2      |
| 19.   | Fränzi Mägert-Kohli         | Schweiz     | 2007 | 2009 | 1    | –      | 1      | 2      |
| 19.   | Helene Olafsen              | Norwegen    | 2007 | 2009 | 1    | –      | 1      | 2      |
| 19.   | Margherita Parini           | Italien     | 1997 | 1999 | 1    | –      | 1      | 2      |
| 19.   | Heidi Renoth                | Deutschland | 1997 | 2003 | 1    | –      | 1      | 2      |
| 19.   | Maëlle Ricker               | Kanada      | 1999 | 2005 | 1    | –      | 1      | 2      |
| 19.   | Jekaterina Tudegeschewa     | Russland    | 2007 | 2009 | 1    | –      | 1      | 2      |
| 28.   | Nicole Angelrath            | Schweiz     | 1999 | 1999 | 1    | –      | –      | 1      |
| 28.   | Hilde Katrine Engeli        | Norwegen    | 2011 | 2011 | 1    | –      | –      | 1      |
| 28.   | Satu Jarvela                | Finnland    | 1997 | 1997 | 1    | –      | –      | 1      |
| 28.   | Carolien van Kilsdonk       | Niederlande | 1996 | 1996 | 1    | –      | –      | 1      |
| 28.   | Daniela Meuli               | Schweiz     | 2005 | 2005 | 1    | –      | –      | 1      |
| 28.   | Christine Rauter            | Österreich  | 1995 | 1995 | 1    | –      | –      | 1      |
| 28.   | Enni Rukajärvi              | Finnland    | 2011 | 2011 | 1    | –      | –      | 1      |
| 28.   | Kim Stacey                  | USA         | 1999 | 1999 | 1    | –      | –      | 1      |
| 28.   | Martina Tschamer            | Schweiz     | 1993 | 1993 | 1    | –      | –      | 1      |
| 28.   | Aljona Sawarsina            | Russland    | 2011 | 2011 | 1    | –      | –      | 1      |

### Medaillengewinner bei beiden Verbänden
Von den 16 Athleten, die sich bei den Weltmeisterschaften beider Verbände eine Medaille sichern konnten, gelang es dem Kanadier Jasey-Jay Anderson sowie der Schweizerin Anita Schwaller, auch bei beiden zu siegen.
| Name                      | Land        | ISF  | ISF    | ISF    | ISF    | FIS  | FIS    | FIS    | FIS    | gesamt | gesamt | gesamt | gesamt |
| ------------------------- | ----------- | ---- | ------ | ------ | ------ | ---- | ------ | ------ | ------ | ------ | ------ | ------ | ------ |
| Name                      | Land        | Gold | Silber | Bronze | gesamt | Gold | Silber | Bronze | gesamt | Gold   | Silber | Bronze | gesamt |
| Jasey-Jay Anderson        | Kanada      | 1    | –      | –      | 1      | 4    | –      | –      | 4      | 5      | –      | –      | 5      |
| Sandra Farmand            | Deutschland | 3    | –      | –      | 3      | –    | –      | 1      | 1      | 3      | –      | 1      | 4      |
| Isabelle Blanc            | Frankreich  | –    | –      | 1      | 1      | 2    | 3      | –      | 5      | 2      | 3      | 1      | 6      |
| Ursula Bruhin             | Schweiz     | –    | 1      | 1      | 2      | 2    | –      | –      | 2      | 2      | 1      | 1      | 4      |
| Xavier De Le Rue          | Frankreich  | –    | –      | 1      | 1      | 2    | 1      | –      | 3      | 2      | 1      | 1      | 4      |
| Anita Schwaller           | Schweiz     | 1    | –      | –      | 1      | 1    | –      | –      | 1      | 2      | –      | –      | 2      |
| Siegfried Grabner         | Österreich  | –    | 1      | –      | 1      | 1    | –      | 1      | 2      | 1      | 1      | 1      | 3      |
| Daniel Franck             | Norwegen    | 1    | –      | –      | 1      | –    | 1      | –      | 1      | 1      | 1      | –      | 2      |
| Maëlle Ricker             | Kanada      | 1    | –      | –      | 1      | –    | –      | 1      | 1      | 1      | –      | 1      | 2      |
| Fabien Rohrer             | Schweiz     | –    | –      | 1      | 1      | 1    | –      | –      | 1      | 1      | –      | 1      | 2      |
| Rosey Fletcher            | USA         | –    | –      | 1      | 1      | –    | 2      | –      | 2      | –      | 2      | 1      | 3      |
| Mathieu Bozzetto          | Frankreich  | –    | –      | 1      | 1      | –    | 2      | –      | 2      | –      | 2      | 1      | 3      |
| Stine Brun Kjeldaas       | Norwegen    | –    | –      | 2      | 2      | –    | 1      | –      | 1      | –      | 1      | 2      | 3      |
| Maria Kirchgasser-Pichler | Österreich  | –    | 1      | –      | 1      | –    | –      | 1      | 1      | –      | 1      | 1      | 2      |
| Marie Birkl               | Schweden    | –    | –      | 1      | 1      | –    | –      | 1      | 1      | –      | –      | 2      | 2      |
| Sabine Wehr-Hasler        | Deutschland | –    | –      | 1      | 1      | –    | –      | 1      | 1      | –      | –      | 2      | 2      |

## Nationenwertung gesamt
Stand: 2. Februar 2015
| Platz | Land        | Von  | Bis  | Gold | Silber | Bronze | Gesamt |
| ----- | ----------- | ---- | ---- | ---- | ------ | ------ | ------ |
| 1.    | Frankreich  | 1993 | 2015 | 21   | 22     | 15     | 58     |
| 2.    | Schweiz     | 1993 | 2015 | 19   | 16     | 13     | 48     |
| 3.    | USA         | 1993 | 2015 | 17   | 19     | 22     | 58     |
| 4.    | Österreich  | 1993 | 2015 | 16   | 22     | 20     | 58     |
| 5.    | Finnland    | 1995 | 2015 | 10   | 4      | 11     | 25     |
| 6.    | Deutschland | 1993 | 2013 | 9    | 9      | 9      | 27     |
| 7.    | Norwegen    | 1993 | 2013 | 9    | 3      | 7      | 19     |
| 8.    | Kanada      | 1995 | 2013 | 8    | 10     | 6      | 24     |
| 9.    | Italien     | 1993 | 2015 | 8    | 7      | 9      | 22     |
| 10.   | Australien  | 1999 | 2015 | 5    | 2      | 2      | 9      |
| 11.   | Russland    | 1999 | 2015 | 4    | 4      | 2      | 10     |
| 12.   | Slowenien   | 2001 | 2015 | 3    | 4      | 4      | 10     |
| 13.   | Schweden    | 1995 | 2013 | 2    | 7      | 9      | 18     |
| 14.   | Japan       | 2007 | 2015 | 2    | 3      | 1      | 6      |
| 15.   | China       | 2009 | 2015 | 2    | 1      | 1      | 4      |
| 16.   | Niederlande | 1996 | 2013 | 1    | 2      | –      | 3      |
| 17.   | Belgien     | 2009 | 2013 | 1    | 1      | 2      | 4      |
| 18.   | Tschechien  | 2011 | 2015 | 1    | 1      | –      | 2      |
| 19.   | Spanien     | 1997 | 2015 | –    | 1      | –      | 1      |
| 20.   | Polen       | 1997 | 2013 | –    | –      | 3      | 3      |
| 21.   | Neuseeland  | 2011 | 2013 | –    | –      | 1      | 1      |
| 21.   | Slowakei    | 2011 | 2013 | –    | –      | 1      | 1      |

## Nationenwertung nur von der FIS
Stand: 2. Februar 2015
| Platz | Land        | Von  | Bis  | Gold | Silber | Bronze | Gesamt |
| ----- | ----------- | ---- | ---- | ---- | ------ | ------ | ------ |
| 1.    | Frankreich  | 1996 | 2015 | 18   | 20     | 8      | 46     |
| 2.    | Schweiz     | 1996 | 2015 | 13   | 12     | 7      | 32     |
| 3.    | USA         | 1996 | 2015 | 13   | 10     | 17     | 40     |
| 4.    | Österreich  | 1996 | 2015 | 11   | 15     | 18     | 44     |
| 5.    | Finnland    | 1996 | 2015 | 9    | 4      | 9      | 22     |
| 6.    | Italien     | 1996 | 2015 | 8    | 4      | 7      | 17     |
| 7.    | Kanada      | 1996 | 2015 | 6    | 8      | 6      | 20     |
| 8.    | Australien  | 1996 | 2015 | 5    | 2      | 2      | 9      |
| 9.    | Deutschland | 1996 | 2013 | 4    | 4      | 7      | 15     |
| 10.   | Russland    | 1996 | 2015 | 4    | 4      | 2      | 10     |
| 11.   | Slowenien   | 1996 | 2015 | 3    | 4      | 4      | 11     |
| 12.   | Norwegen    | 1996 | 2013 | 3    | 2      | 5      | 10     |
| 13.   | Schweden    | 1996 | 2013 | 2    | 8      | 6      | 16     |
| 14.   | Japan       | 2007 | 2015 | 2    | 3      | 1      | 6      |
| 15.   | China       | 2009 | 2015 | 2    | 1      | 1      | 4      |
| 16.   | Niederlande | 2009 | 2013 | 1    | 2      | –      | 3      |
| 17.   | Belgien     | 1996 | 2013 | 1    | 1      | 2      | 4      |
| 18.   | Tschechien  | 2011 | 2015 | 1    | 1      | –      | 2      |
| 19.   | Spanien     | 2015 | 2015 | –    | 1      | –      | 1      |
| 20.   | Polen       | 1997 | 2013 | –    | –      | 2      | 2      |
| 21.   | Neuseeland  | 2011 | 2013 | –    | –      | 1      | 1      |
| 21.   | Slowakei    | 2011 | 2013 | –    | –      | 1      | 1      |